# Communauté de communes du canton de La Ferté-Frênel
La communauté de communes du canton de La Ferté-Fresnel est une ancienne communauté de communes française, située dans le département de l'Orne et la région Normandie.

## Histoire
La communauté de communes du canton de La Ferté-Frênel est créée par arrêté préfectoral du 20 décembre 1995. Elle fusionne au 1er janvier 2017 avec la communauté de communes des Pays de L'Aigle et de la Marche pour former la communauté de communes des Pays de L'Aigle.

## Composition
La communauté de communes regroupait, depuis la création de la commune de La Ferté-en-Ouche en 2016, cinq communes situées sur le territoire de l'ancien canton de La Ferté-Frênel, au lieu de quatorze précédemment :
| Nom                              | Code Insee | Gentilé     | Superficie (km2) | Population (dernière pop. légale) | Densité (hab./km2) |
| -------------------------------- | ---------- | ----------- | ---------------- | --------------------------------- | ------------------ |
| La Ferté-en-Ouche (siège)        | 61167      |             | 131,69           | 3 211 (2014)                      | 24                 |
| La Gonfrière                     | 61193      | Gonfriérois | 12,83            | 306 (2014)                        | 24                 |
| Saint-Evroult-Notre-Dame-du-Bois | 61386      | Ebrultiens  | 34,47            | 449 (2014)                        | 13                 |
| Saint-Nicolas-de-Sommaire        | 61435      |             | 16,28            | 263 (2014)                        | 16                 |
| Touquettes                       | 61488      | Touquettois | 9,73             | 84 (2014)                         | 8,6                |

## Administration
| Période      | Période       | Identité          | Étiquette | Qualité                                 |
| ------------ | ------------- | ----------------- | --------- | --------------------------------------- |
| (avant 1997) | décembre 2016 | Michel Le Glaunec |           | Premier adjoint, puis maire de Gauville |